# Antony House

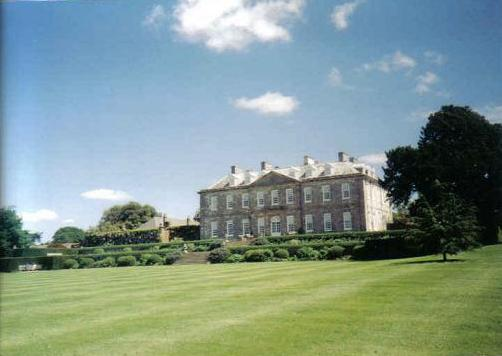
Antony House

Antony House es el nombre de una casa de principios del siglo XVIII, que hoy pertenece a la Fundación Nacional para Lugares de Interés Histórico o Belleza Natural. Se encuentra entre la ciudad de Torpoint y el pueblo de Antony en el condado de Cornualles, Inglaterra, Reino Unido. Es un edificio catalogado como de Grado I. 
La casa está revestida de piedra Pentewan gris plateada, flanqueada por columnas de ladrillo dulce y tiene vistas al río Lynher. Fue construida para Sir William Carew, 5º Baronet entre 1718 y 1724, y desde entonces ha continuado como la residencia principal de la familia Carew, que es propietaria de la finca desde mediados del siglo XVI. Sir John Carew Pole entregó la casa y los jardines formales al cuidado de la  Fundación Nacional para Lugares de Interés Histórico o Belleza Natural en 1961, en el entendimiento de que la familia podría seguir residiendo allí. Actualmente Tremayne Carew Pole, vive allí con su familia. 
La casa y los jardines están abiertos al público entre marzo y octubre. 

## Colecciones y mobiliario

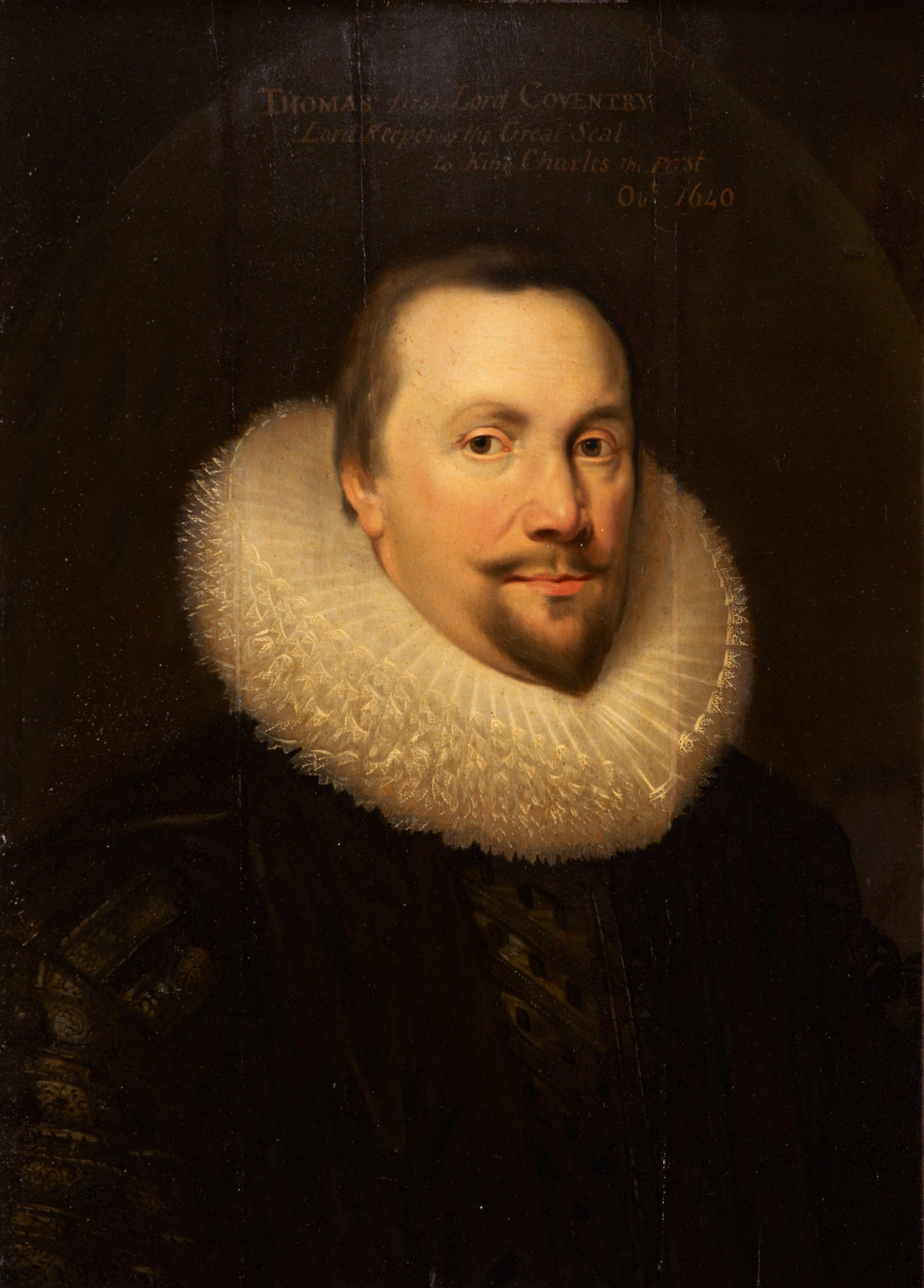
Uno de los retratos de Antony House: Thomas Coventry, primer barón de Coventry por Cornelis Janssens van Ceulen

Antony House alberga una espléndida colección de retratos, incluido un retrato de Carlos I de Inglaterra en su juicio (Carlos I otorgó una baronetía a los polacos en 1628). La colección contiene algunas de las obras de Sir Joshua Reynolds y un retrato de Rachel Carew, que se cree que inspiró la novela de Daphne du Maurier My Cousin Rachel . 
Las habitaciones están fuertemente paneladas en roble holandés y contienen finas colecciones de muebles y textiles del siglo XVIII.

## Jardines y finca
Los terrenos fueron diseñados por el diseñador de jardines georgiano Humphry Repton e incluyen el jardín formal con la "Colección Nacional Hemerocallis".  A principios del siglo XIX, se añadieron setos de tejo y topiarios al paisaje formal. Adornan los jardines esculturas de piedra del noroeste de la India, una campana de templo birmana traída a Antonio por el General Sir Reginald Pole Carew, estatuas y esculturas modernas adquiridas más recientemente, entre ellas la escultura de agua del Cono de Antonio, de William Pye. Esto se hace eco del gran espectáculo del cono de tejo topiario cercano, que es casi tan alto como la casa misma. Otras esculturas incluyen la Piedra de Júpiter de Peter Randall-Page e Hypercone de Simon Thomas.
Otras características notables son un  nogal negro, un alcornoque, un estanque ornamental japonés y un jardín de nudos. El palomar data del siglo XVIII, mientras que recientemente se ha añadido un capricho en los terrenos de la finca. 
El jardín forestal de los alrededores (no es del National Trust, sino que es propiedad del Carew Pole Garden Trust) es famoso por los rododendros, las azaleas, las camelias y las magnolias, y los bosques circundantes brindan deliciosos paseos que se extienden hasta el río Lynher. La casa Bath Pond, situada en los bosques, fue construida en 1789. 

## Ubicación de la película
El rodaje de la producción cinematográfica de Disney  de Alicia en el país de las maravillas de 2010, dirigida por Tim Burton, tuvo lugar en los terrenos de Antony House en septiembre de 2008. a finca también se utilizó como ubicación para una película de televisión de Rosamunde Pilcher por la compañía alemana ZDF con el director Dieter Kehler.